# Harvest Moon GB
Harvest Moon GB (牧場物語GB, Bokujō Monogatari GB) est un jeu vidéo de rôle et de simulation de vie développé et édité par Victor Interactive Software, sorti en 1997 sur Game Boy et Game Boy Color. Cette dernière version s'intitule Harvest Moon GBC.

## Accueil
- GameSpot : 7,2/10[1]
- IGN : 6/10[2]